# 龐托萊克鎮區 (明尼蘇達州卡斯縣)
龐托萊克鎮區（英語：Ponto Lake Township）是一個位於美國明尼蘇達州卡斯縣的行政鎮區。

## 人口
根據2020年美國人口普查的數據，龐托萊克鎮區的面積為94.20平方千米，當中陸地面積為76.70平方千米，而水域面積為17.50平方千米。當地共有人口589人，而人口密度為每平方千米6人。